# Tsushima (Ehime)
El pueblo de Tsushima (津島町 Tsushima-chō?) fue un pueblo del Distrito de Kitauwa en la Región de Nanyo (南予地方 Nanyo-chihō?) de la Prefectura de Ehime. Desaparece el 1° de agosto de 2005 al pasar a formar parte de la Ciudad de Uwajima.

## Características
Son importantes las actividades pesquera y perlíferas, además de ser conocida por el jardín japonés Nanrakuen (南楽園?), el más importante de la Región de Shikoku.
Antes de fusionarse con la Ciudad de Uwajima, limitaba con ésta hacia el norte y con el Pueblo de Ainan hacia el sur. La mitad norte de la Península de Yura (由良半島 Yura-hantō?), que se adentra en el Mar de Uwa, pertencecía al Pueblo de Tsushima.
La zona oriental es una región montañosa de más de 500 m de altura. La zona occidental es una costa dominada por rías, la línea costera tiene una extensión de 95 km, de las cuales una parte está incluida en el Parque Nacional Ashizuri Uwakai (足摺宇和海国立公園 Ashizuri Uwakai Kokuritsu-kōen?). Las escasas zonas llanas se extienden en torno al Río Iwamatsu (岩松川 Iwamatsu-gawa?) y sus afluentes.

## Historia
- 1955: el 11 de febrero se fusionan el Pueblo de Iwamatsu (岩松町 Iwamatsu-chō?) y las villas de Kiyomitsu (清満村 Kiyomitsu-mura?), Mimaki (御槇村 Mimaki-mura?), Kitanada (北灘村 Kitanada-mura?), Hataji (畑地村 Hataji-mura?) y Shimonada (下灘村 Shimonada-mura?), formando el Pueblo de Tsushima.
- 2005: el 1° de agosto es absorbida junto a otros pueblos por la Ciudad de Uwajima.

Antes de ser absorbida por la Ciudad de Uwajima, el Pueblo de Tsushima no consideraba tan necesario concretar esa fusión. Una de las razones era que por sí sola era tan extensa como la totalidad del Distrito de Minamiuwa (cuyos pueblos finalmente se fusionaron formando un único pueblo) y porque se rumoreaba que las finanzas de la Ciudad de Uwajima no estaban muy bien.
Fue la última fusión dentro de la Prefectura en lo que se denominó la "Gran Fusión de la Era Heisei". Una de las principales razones fue que el alcalde de la ciudad que era el centro de las negociaciones, Uwajima, decidió abandonar las deliberaciones por considerar que había muchas diferencias insalvables. Las tratativas quedaron en suspenso y los pueblos de Yoshida, Mima y Tsushima quedaron desconcertados. Finalmente la Ciudad de Uwajima retomó las deliberaciones para finalmente absorber los tres pueblos.